# 児嶋眞平
児嶋 眞平（こじま しんぺい、1936年12月29日 - ）は、日本の工学者。京都大学名誉教授。前・福井大学学長。専門は有機化学、有機金属の化学、環境化学。工学博士（京都大学、1969年）。福井県出身。

## 人物
1936年京都府京都市生まれ。1944年に福井県丹生郡志津村（現・福井市）へ疎開。1955年藤島高校卒業まで清水町で育つ。1955年京都大学工学部工業化学科入学。1986年京都大学教養学部教授、1992年京都大学総合人間学部教授、1993年-96年総合人間学部長、1997年福井大学学長、現在に至る。
2012年瑞宝重光章受章。

## 略歴

### 学歴
- 1955年3月 - 福井県立藤島高等学校卒業
- 1959年3月 - 京都大学工学部工業化学科卒業

### 職歴
- 1959年4月 - 日本カーバイド工業株式会社入社
- 1961年3月 - 京都大学工学部助手
- 1967年 - カトリック大学（米国）留学（化学教室　1968年まで）
- 1969年4月 - 京都大学教養部助教授（化学教室）
- 1986年1月 - 京都大学教養部教授（化学教室）
- 1992年10月 - 京都大学総合人間学部自然環境学科教授（物質環境論講座　物質機能論分野）
- 1993年4月 - 京都大学総合人間学部長（1996年3月まで）
- 1997年3月 - 京都大学退官
- 1997年5月 - 福井大学長
- 1997年5月 - 京都大学名誉教授
- 2004年4月 - 国立大学法人福井大学長（2007年3月まで）

#### 学外における役職
- 2001年12月 - ユネスコ国内委員会委員
- 2004年6月 - 日本原子力委員会委員